# Bijtwond

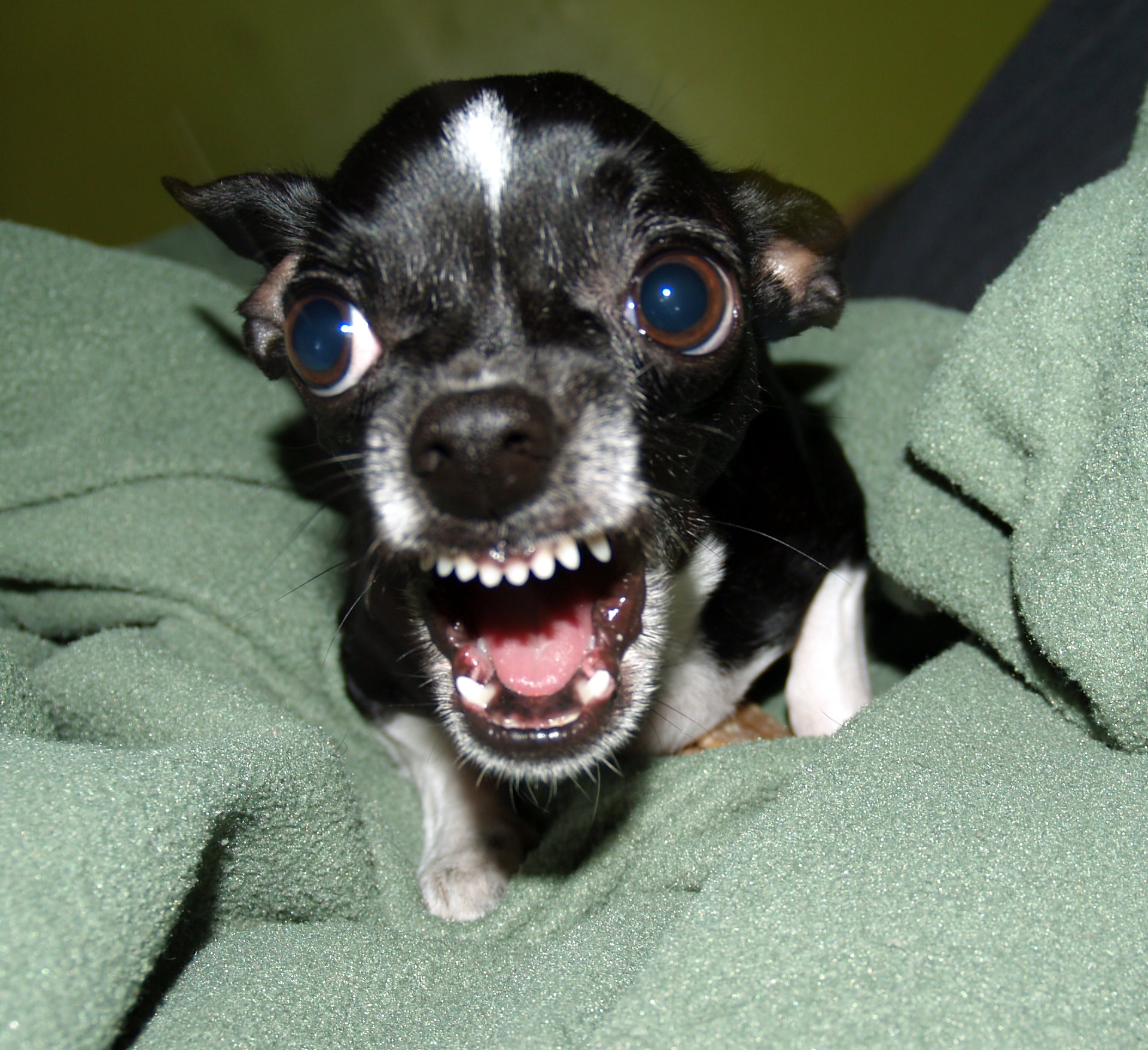
Een Chihuahua die zijn tanden laat zien.

Een bijtwond is een schaaf-, steek- of scheurwond van de huid veroorzaakt door de beet van dieren (of mensen). Het woord 'bijtwond' wordt vooral gebruikt als de weefselbeschadiging en het infectierisico de belangrijkste aspecten van de wond zijn; bij giftige wonden is het zinvoller de wond naar het veroorzakende dier te noemen (zie slangenbeet, spinnenbeet, insectenbeet)

## Voorkomen

### Dierlijke bijtwonden
De meeste beten die medische behandeling nodig hebben zijn die van honden, gevolgd door katten. In Nederland melden zich op de eerstehulpafdelingen van ziekenhuizen gemiddeld ca 12.000 mensen per jaar met een hondenbeet (cijfers uit 1996). Kinderen worden vrij vaak in het hoofd gebeten, ouderen vaker in handen of benen. Ongeveer 240 mensen moeten jaarlijks vanwege een beet worden opgenomen en in de periode 1984-1996 overleed gemiddeld 1 persoon per jaar aan hondenbeten. Veel lichtere gevallen worden ook door huisartsen en op de huisartsenposten gezien.

### Menselijke bijtwonden
Kinderen tot 30 maanden bijten regelmatig en hard, uit speelsheid en soms uit agressie, mede vanwege het feit dat ze (nog) niet beter weten en hun kracht nog niet kennen. Wanneer een ouder kind regelmatig bijt kan dit aanleiding zijn voor professionele hulp. Volwassenen bijten vrijwel altijd uit agressie of zelfverdediging, er is dan ook vrijwel altijd een gevecht of misdrijf in het spel. Menselijke beten bij een misdrijf kunnen worden geanalyseerd door middel van analyse van de tandafdrukken en DNA uit het speeksel. Verwondingen aan de knokkels die zijn ontstaan door iemand tegen de tanden te slaan, dienen medisch eveneens als bijtwonden te worden behandeld.

## Verschillende bijtwonden en hun behandeling
Gewone hondenbeten dienen grondig gereinigd te worden met een ontsmettend middel en verbonden. Als men niet (meer) volledig is geïmmuniseerd tegen tetanus (wondklem of kaakklem) (laatste vaccinatie meer dan 10 jaar geleden) is het aan te bevelen een boostervaccinatie of een complete hervaccinatie van drie injecties te geven. Bij wonden met een groot tetanusrisico eventueel ook tetanus-immunoglobuline.
Hondsdolheid (rabiës) komt in de landen waar de quarantaine van honden strikt bij de wet is geregeld (hieronder vallen ook Nederland en België) niet meer voor. Het geven van antibiotica uit voorzorg tegen infectie wordt als algemene regel bij hondenbeten niet aanbevolen. Als infectie optreedt is dit vaak door een aantal soorten bacteriën tegelijk.. Mensenbeten geven andere infecties dan beten van honden en katten
Bijtwonden geven een verbreking van de integriteit van de huid, maar soms ook van onderhuidse structuren zoals spieren, pezen en zenuwen. Ze zijn ook altijd gecontamineerd (besmet met bacteriën). De behandeling bestaat in eerste instantie uit grondige reiniging door spoelen met fysiologisch zout of een licht desinfecterend middel, verwijderen van niet meer levensvatbare weefseldelen, en herstel van de eventueel beschadigde onderhuidse structuren en soms ook hechten van de huid, hoewel dit bij een grote kans op infectie niet altijd verstandig is. Bij bijtwonden b.v. in het gelaat, die belangrijke cosmetische gevolgen kunnen hebben wordt dit toch wel vaak geprobeerd, maar als er echt een infectie optreedt zullen de hechtingen vaak moeten worden verwijderd.
Beten van mensen geven duidelijk meer kans op infectie dan honden- en kattenbeten. Kattenbeten weer meer dan hondenbeten. Pasteurella multocida is bij kattenbeten vaak de verwekker van de infectie Ongeveer 5 tot 20% van de beten door honden, 30 tot 60% van de beten door katten en 10% van de beten door mensen kunnen leiden tot een infectie. De ziektekiemen komen voort uit de mond of bek van het betreffende dier of mens, evenals uit de omgeving.